# Vilhelm I av Oranien
Vilhelm I av Oranien (nederländska: Willem van Oranje), även kallad Vilhelm den tyste (nederländska: Willem de Zwijger), född 24 april 1533 i Dillenburg, död 10 juli 1584 i Delft, var prins (furste) av Oranien och ståthållare i Nederländerna från 1572.
Vilhelm var en rik adelsman som först tjänade vid den spanske regentens hov. Han tyckte att den lokala adeln hade för litet inflytande och att Spanien förföljde nederländska protestanter och anslöt sig därför till det nederländska upproret, mot sina tidigare herrar. Han var den mest inflytelserike och militärt skicklige av rebellerna och ledde nederländarna i flera militära framgångar mot spanjorerna. Han förklarades fredlös av den spanske kungen 1580 och mördades av Balthasar Gérard (även stavat ”Gerardts”) i sin bostad Prinsenhof i Delft vid en tidpunkt när Vilhelms popularitet var dalande. Upproret levde dock vidare, och ledde slutligen till nederländsk självständighet 1648.
Det finns flera förklaringar till hans smeknamn ”den tyste”. Den vanligaste är att han sällan uttalade sig i kontroversiella ärenden vid hovet eller i offentligheten, eller (enligt vissa uppgifter) till och med undvek att tala om sådana ämnen över huvud taget.
I Nederländerna är han också känd som Vader des vaderlands, ’fosterlandets fader’, och den nederländska nationalsången Wilhelmus van Nassouwe skrevs till hans ära.

## Uppväxt

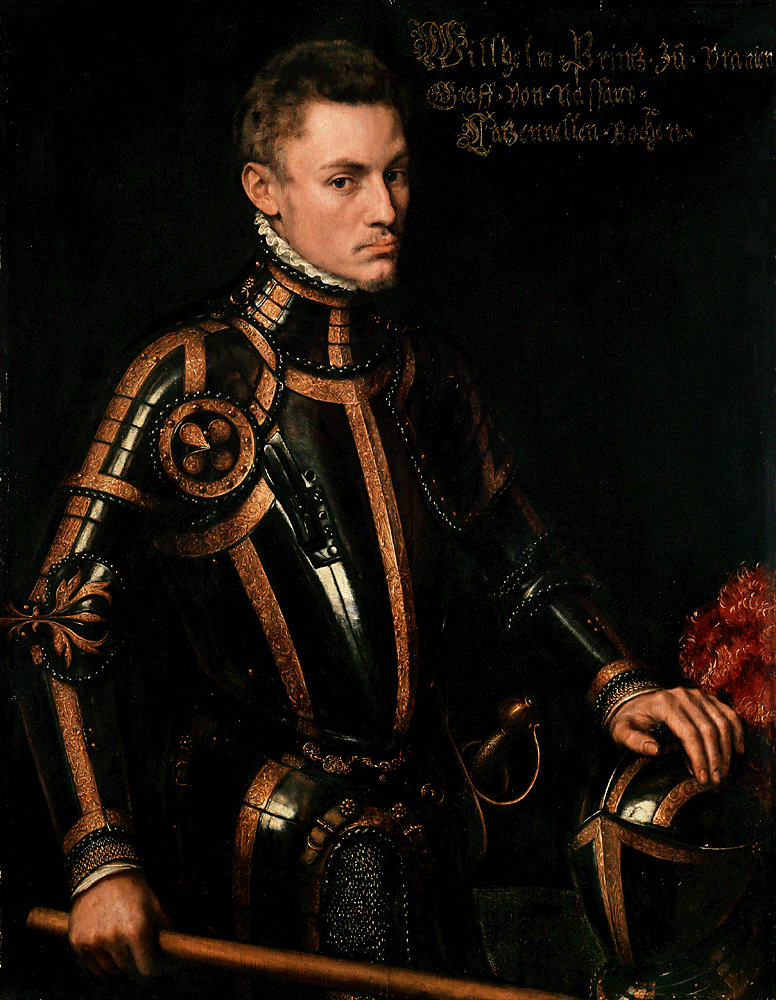
När han var vid hovet i Bryssel var Vilhelm känd som en bortskämd rik adelsman.

Vilhelm föddes i slottet Dillenburg i hertigdömet Nassau i nuvarande Tyskland. Han var äldste son till Vilhelm den rike, greve av Nassau-Dillenburg, och Juliana av Stolberg-Werningerode.  Han föddes i en luthersk familj men uppfostrades katolskt hos kejsarens ståthållare i Bryssel. Han hade fyra yngre bröder och en syster: Johan, Ludvig, Adolf, Henrik och Maria. Från en son till Vilhelms bror Johan härstammade Vilhelm IV av Oranien, stamfar till det nuvarande nederländska kungahuset, och efter Vilhelms mor Juliana uppkallades drottning Juliana av Nederländerna.
När hans kusin, René av Châlon, som var furste av Oranien, dog barnlös 1544 ärvde den elvaårige Vilhelm hela Châlons egendom, inklusive furstetiteln. På grund av hans låga ålder fungerade den tysk-romerske kejsaren Karl V som regent över furstendömet tills Vilhelm var tillräckligt gammal för att regera. Emellertid krävde kejsar Karl att Vilhelm skulle få en katolsk utbildning och Vilhelm skickades till Bryssel för att studera under ledning av Anna av Ungern, syster till Karl V och regent av Nederländerna. I Bryssel lärde han sig tre språk och fick musikalisk utbildning.
Den 6 december 1551 gifte han sig med Anna van Egmond en Buren, rik arvtagerska till sin faders land, och Vilhelm fick titlarna herre av Egmond och hertig av Buren. De fick tre barn: 
Maria (1553–1554), Filip Vilhelm (1554–1618) och Maria (1556–1616).
Senare samma år utsågs Vilhelm till kapten i kavalleriet. Han var favorit hos Karl V, steg snabbt i graderna, och blev befälhavare för kejsarens arméer vid 22 års ålder. Han blev ledamot av Raad van State, det högsta politiska rådet i Nederländerna, 1555, samma år som Karl abdikerade till förmån för sin son, Filip II av Spanien.
Hans hustru Anna dog 24 mars 1558. Därefter hade Vilhelm ett kort förhållande med Eva av Navarra, men de två gifte sig aldrig. En oäkta son, Justines, föddes. År 1559 utnämnde Filip Vilhelm till stadtholder (ståthållare) över provinserna Holland, Zeeland, Utrecht och Burgund, och ökade därmed hans politiska makt kraftigt.

## Från politiker till rebell

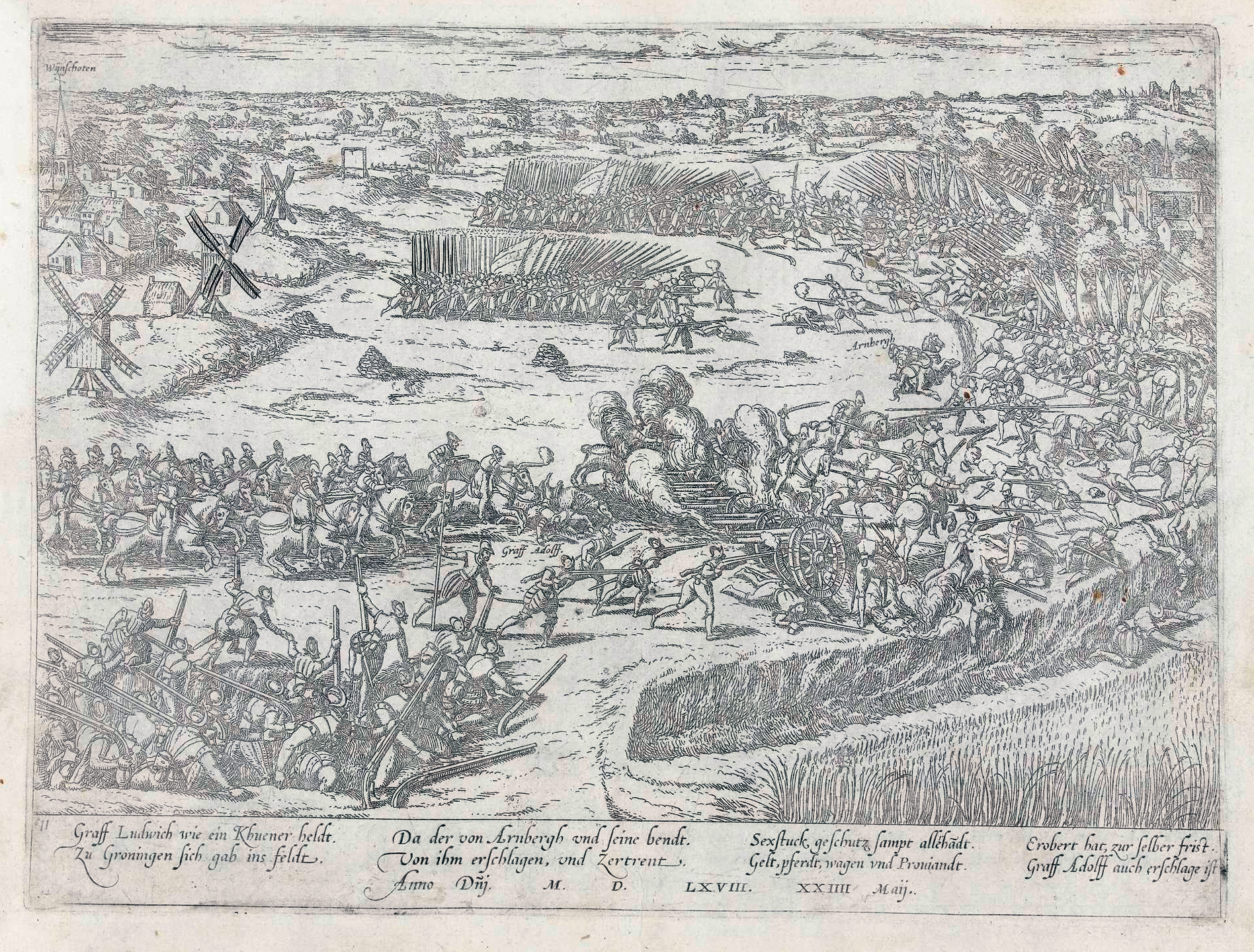
Slaget vid Heiligerlee, som utkämpades 23 maj 1568, ses oftast som början till det åttioåriga kriget.

Trots att han aldrig gick direkt emot den spanske kungen blev Vilhelm snart en av de mest framträdande medlemmarna av oppositionen i Raad van State, tillsammans med Filips van Montmorency, greve av Hoorn, och Lamoraal, greve av Egmond. De eftersträvade främst utökad politisk makt för den nederländska adeln, och klagade på att för många spanjorer var inblandade i styret av Nederländerna.
Vilhelm var också missnöjd med den ökande förföljelsen mot protestanter i Nederländerna. Trots att han uppfostrades både som luteran och katolik var Vilhelm inte särskilt religiös och förespråkade religionsfrihet. Inkvisitionen i Nederländerna, som utfördes av kardinal Granvelle, premiärminister åt den nya regenten Margareta av Österrike (halvsyster till Filip II), ökade motståndet mot det spanska styret bland den då mestadels katolska befolkningen i Nederländerna.
Den 25 augusti 1561 gifte Vilhelm sig för andra gången. Hans nya fru Anna av Sachsen beskrivs av samtida som ”ful och retlig”, och det anses allmänt att Vilhelm gifte sig med henne för att få mer inflytande i Sachsen, Hessen och Pfalz. Paret fick fem barn: Anna (1562), Anna (1563–1588), Moritz Kefa August Filip (1564–1566), Moritz (1567–1625) och Emilia (1569–1629).
Tidigt under 1565 bildade en stor grupp lägre adelsmän, bland dem Vilhelms yngre bror Ludvig, en sammanslutning, Adelsmännens konfederation. Den 5 april överlämnade de en skrivelse till Margareta av Österrike där de bad om ett slut på förföljelsen mot protestanter. Från augusti till oktober 1566 spreds en våg av ikonoklasm (känd som Beeldenstorm, ’bildstormningen’) genom Nederländerna. Kalvinister som var upprörda över att bli förföljda av spanjorerna och motsatte sig de katolska helgonbilderna (vilka i deras ögon stred mot tio Guds bud) förstörde statyer i hundratals kyrkor och kloster över hela Nederländerna.
Efter bildstormningen växte oroligheterna i Nederländerna och Margareta gick med på att uppfylla konfederationens önskningar på villkor att adeln skulle hjälpa till med att återställa ordningen. Hon tillät också fler adelsmän, bland dem Vilhelm av Oranien, att hjälpa sammanslutningen. I slutet av 1566 och början av 1567 blev det tydligt att regenten inte skulle tillåtas uppfylla sina löften, och när flera mindre uppror misslyckades flydde många kalvinister (den största protestantiska riktningen) och lutheraner landet. Efter att det tillkännagivits att Filip II, då han var missnöjd med situationen i Nederländerna, skulle skicka sin lojale general Fernando Álvarez de Toledo, hertig av Alba, (även känd som Järnhertigen) för att återställa ordningen återvände Vilhelm till Nassau. Han hade varit inblandad (finansiellt) med flera av rebellerna.
Efter att han anlänt i augusti 1567 upprättade Alba orolighetsrådet (bland befolkningen känt som Blodsrådet) för att ställa dem inför rätta som varit inblandade i upproret och ikonoklasmen. Vilhelm var en av de tiotusen som kallades inför rådet, men han infann sig inte. Han blev då förklarad fredlös och hans egendom beslagtogs.
Som en av de mest betydande och populära politikerna i Nederländerna framträdde Vilhelm av Oranien som ledare för ett väpnat motstånd. Han finansierade Watergeuzen, protestanter i landsflykt som bildade grupper av sjörövare och gjorde räder mot kuststäderna i Nederländerna (och ofta dödade nederländare såväl som spanjorer). Han ställde också upp en här, som mestadels bestod av tyska legosoldater, för att bekämpa Alba på land. Under ledning av hans bror Ludvig invaderade armén norra Nederländerna 1568. Den 23 maj segrade armén i slaget vid Heiligerlee mot en spansk armé som leddes av ståthållaren över de norra provinserna, hertig Jean de Ligne av Aremberg. Aremberg dog i slaget, liksom Vilhelms bror Adolf. Hertigen av Alba slog tillbaka genom att döda ett antal dömda adelsmän (inklusive hertigarna av Egmont och Hoorn den 6 juni) och sedan genom att leda en expedition till Groningen. Där förintade han Ludvigs styrkor i slaget vid Jemmingen 21 juli, men Ludvig själv lyckades fly. Dessa två slag räknas nu som början till det åttioåriga kriget.

## Krig

vapensköld

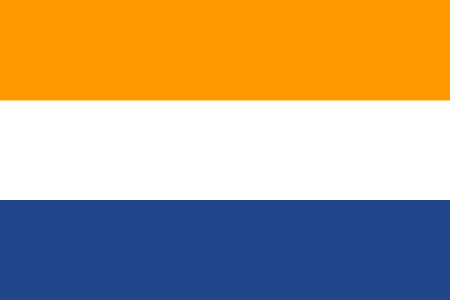
Prinsflaggan (Prinsenvlag), baserad på färgerna i Vilhelm av Oraniens vapensköld, användes av de nederländska rebellerna och bildar grunden till Nederländernas nuvarande flagga.

Vilhelm svarade genom att leda en stor armé in i Brabant, men Alba undvek försiktigt konfrontation eftersom han förväntade sig att armén snart skulle falla isär. Han fick rätt, eftersom Vilhelm saknade pengar för att hålla armén. Han uppgjorde flera andra anfallsplaner under de följande åren, men föga kom av det, då han saknade stöd och pengar.  Vilhelm förblev dock populär bland allmänheten, delvis på grund av en stor propagandakampanj genom flygblad. Ett av hans viktiga anspråk, som han försökte rättfärdiga sina handlingar med, var att han inte bekämpade den rättmätige ägaren till landet, den spanske kungen, utan endast det dåliga styret som utövades av de utländska regenterna i Nederländerna, och närvaron av utländska soldater.
Den 1 april 1572 intog ett band watergeuzen staden Brielle, som hade lämnats obevakad av den spanska garnisonen. I motsats till den vanliga taktiken att slå till och sedan dra bort, ockuperade de staden och gjorde anspråk på den för prinsens räkning. Denna händelse följdes av att andra städer öppnade sina portar för watergeuzen, och snart var de flesta städerna i grevskapet Holland och grevskapet Zeeland i händerna på rebellerna. Viktiga undantag var Amsterdam och Middelburg. Rebellstäderna sammankallade sedan ett möte i generalstaterna (vilket de formellt inte hade rätt att göra) och återinsatte Vilhelm som ståthållare i Holland och Zeeland.
Samtidigt erövrade rebellarméer städer över hela landet, från Deventer till Mons. Vilhelm själv trängde fram med sin egen här och tågade in i flera städer i söder, däribland Roermond och Leuven. Vilhelm hade räknat med att de franska protestanterna (hugenotterna) också skulle blanda sig i, men denna plan omintetgjordes efter bartolomeinatten den 24 augusti, som signalerade början på en våldsvåg mot hugenotterna. Efter ett framgångsrikt spanskt anfall mot hans armé blev Vilhelm tvungen att fly och drog sig tillbaka till Enkhuizen i Holland. Spanjorerna organiserade då motåtgärder och plundrade flera städer, samt ibland även massakrerade deras invånare, såsom i Mechelen och Zutphen. De fick mer problem med städerna i Holland, där de intog Haarlem efter sju månader med en förlust på 8 000 soldater, och blev tvungna att ge upp belägringen av Alkmaar.
1574 segrade Vilhelms arméer i flera mindre slag, inklusive flera sjöslag. Spanjorerna, som nu leddes av Don Luis de Zúñiga y Requesens som efterträdde Järnhertigen 1573, hade också framgångar, och deras avgörande seger i slaget vid Mook 14 april kostade två av Vilhelms bröder, Ludvig och Henrik, deras liv. Requesens arméer belägrade också staden Leiden, men avbröt belägringen när nederländarna bröt sig igenom. Vilhelm var mycket nöjd med segern och upprättade universitetet i Leiden, det första universitetet i de norra provinserna.
Vilhelm gifte sig för tredje gången 24 april 1575. Han fick sitt tidigare äktenskap upplöst 1571 genom att hävda att hans fru Anna var sinnessjuk. Charlotte de Bourbon-Montpensier, en fransk före detta nunna, var också populär bland folket. Tillsammans fick de sex döttrar: Louise Juliana (1576–1644), Elisabeth Flandrika (1577–1642), Catharina Belgica (1578–1648), Charlotte Flandrina  (1579–1640), Charlotte Brabantina (1580–1631) och Emilia Antwerpiana (1581–1657).
Efter misslyckade fredsförhandlingar i Breda 1575 fortsatte kriget. Det såg ljust ut för rebellerna när Don Requesens oväntat avled tidigt under 1576, och en stor grupp spanska soldater, som inte fått lön på flera månader, deserterade. Medan den nye regenten, Don Juan av Österrike, anlände lyckades Vilhelm av Oranien få de flesta provinserna och städerna att underteckna pacifikationen i Gent, där de uttalade att de skulle kämpa för att utvisa de spanska trupperna tillsammans. Han lyckades dock inte åstadkomma enighet i religiösa ärenden. Katolska städer och provinser ville inte tillåta frihet för kalvinister och vice versa.
Don Juan undertecknade ett edikt i februari 1577, där han lovade att hålla sig till villkoren från pacificeringen i Gent, och det verkade som kriget hade avgjorts till rebellernas fördel. Efter att Don Juan hade intagit staden Namur 1577 spreds dock upproret över hela Nederländerna. Don Juan försökte förhandla om fred, men prins Vilhelm lät förhandlingarna misslyckas avsiktligt. Den 24 september 1577 gjorde han sitt triumferande intåg i huvudstaden Bryssel.
Samtidigt blev kalvinistiska upprorsmakare mer radikala och försökte förbjuda katolicismen i de områden de behärskade. Vilhelm motsatte sig detta både av personliga och politiska skäl. Han förordade religionsfrihet och behövde också stöd av mindre radikala protestanter och katoliker för att nå sina politiska målsättningar. Den 6 januari 1579 slöt flera sydliga provinser som var missnöjda med Vilhelms radikala anhängare fördraget i Arras, där de gick med på att godkänna sin regent Alessandro Farnese, hertig av Parma och Piacenza (som hade efterträtt Don Juan).
Fem nordliga provinser, samt senare de flesta städer i Brabant och Flandern, undertecknade sedan unionsavtalet i Utrecht den 23 januari, som bekräftade deras enighet. Vilhelm motsatte sig först unionen, eftersom han fortfarande hoppades kunna förena alla provinser. Icke desto mindre gav han formellt sitt stöd 3 maj. Unionen i Utrecht kom senare att bli en de facto-konstitution, och förblev den enda formella förbindelsen mellan de nederländska provinserna till 1795.

## Självständighetsförklaring
Trots den förnyade unionen lyckades hertigen av Parma återerövra det mesta av den södra delen av Nederländerna. Eftersom han hade gått med på att flytta de spanska trupperna från provinserna i enlighet med fördraget i Arras och eftersom Filip II behövde dem i Spaniens krig mot Portugal, kunde hertigen av Parma inte avancera längre förrän i slutet av 1581.
Under tiden sökte Vilhelm och hans anhängare efter utländskt stöd. Prinsen hade redan bett om fransk hjälp vid flera tillfällen, och denna gång lyckades han få stöd av hertig Frans av Anjou, bror till kung Henrik III av Frankrike. Den 29 september 1580, undertecknade generalstaterna (med undantag av Zeeland och Holland) fördraget i Plessis-les-Tours med hertigen av Anjou. Hertigen skulle få titeln ”beskyddare av Nederländernas frihet” och bli den nye härskaren. Detta förutsatte emellertid att generalstaterna och Vilhelm skulle ge upp sitt formella stöd till kungen av Spanien, som de officiellt hade hållit fast vid till dess.
Den 22 juli 1581 meddelade generalstaterna att de inte längre erkände Filip II som sin kung. Den formella självständighetsförklaringen tillät hertigen av Anjou att komma till motståndsrörelsens hjälp. Han anlände den 10 februari 1582 och välkomnades officiellt av Vilhelm i Vlissingen.
Den 18 mars försökte spanjoren Juan Jauréguy mörda Vilhelm i Antwerpen. Vilhelm sårades svårt. Medan Vilhelm sakta återhämtade sig försvagades Charlotte dog den 5 maj.
Hertigen av Anjou var inte särskilt populär bland befolkningen. I deras ögon var fransmännen fiender och hertigen av Anjou brydde sig inte så mycket om folkets religiösa problem. Hertigen anklagades till och med för att ligga bakom Jauréguys misslyckade mordförsök på prins Vilhelm. Provinserna Zeeland och Holland vägrade erkänna honom som sin regent och Vilhelm kritiserades av många för sin ”franska politik”. När Anjouhertigens franska trupper anlände i slutet av 1582 såg det ut som Vilhelms plan skulle ge resultat, då till och med hertigen av Parma fruktade att Nederländarna nu skulle få övertaget.
Anjou var dock själv missnöjd med sin begränsade makt, och beslöt att ta staden Antwerpen med våld den 18 januari 1583. Invånarna, som blev varnade i tid, försvarade sin stad mot det ”franska raseriet”. Efter detta anfall blev Anjous ställning ohållbar, och han lämnade så småningom landet i juni. När han lämnade Nederländerna hamnade även Vilhelm i vanrykte, då han ändå fortsatte att stödja Anjou. Han var nästintill ensam i denna ståndpunkt och blev politiskt isolerad. Holland och Zeeland behöll honom ändå som sin ståthållare, och försökte utropa honom till hertig av Holland och Zeeland och därmed göra honom till officiell härskare.
Mitt i allt detta hade Vilhelm gift sig för fjärde och sista gången 12 april 1583 med Louise de Coligny, en fransk hugenott och dotter till Gaspard de Coligny. Hon kom att bli mor till Fredrik Henrik (1584–1647).

## Mordet

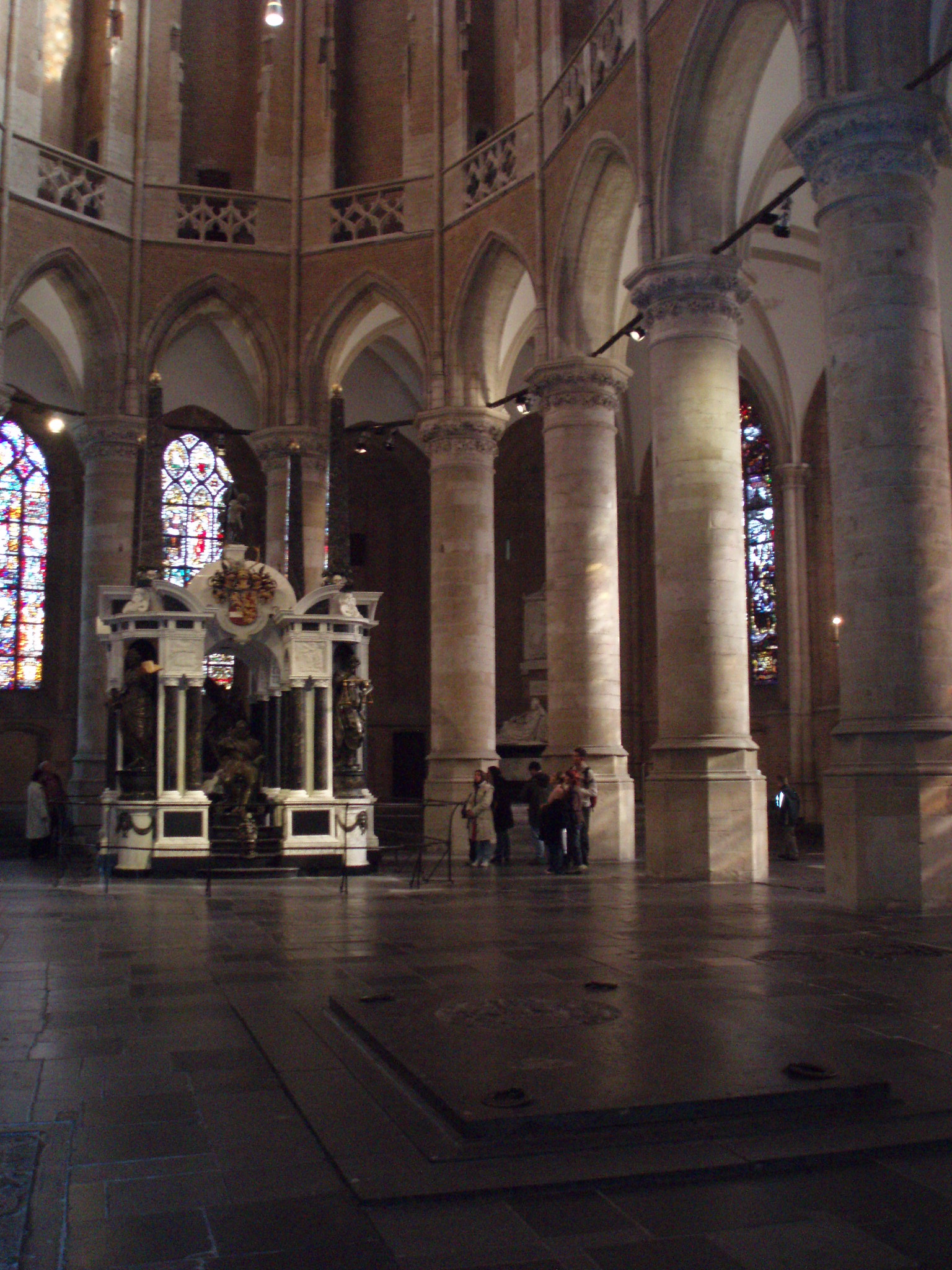
Grav i Nieuwe Kerk (’Nya kyrkan’) i Delft.

Den katolske fransmannen Balthasar Gérard (född 1557) var anhängare till Filip II, och enligt honom hade Vilhelm av Oranien förrått den spanske kungen och katolicismen. Efter att Filip II förklarade Vilhelm fredlös beslöt Gérard att åka till Nederländerna och döda honom. Han tjänade i armén hos styresmannen i Luxemburg, greve Peter av Mansfelt, i två år, då han hoppades komma nära Vilhelm när arméerna skulle mötas. Detta skedde aldrig, och Gérard lämnade armén 1584.
Han kom till hertigen av Parma för att framföra sina planer, men hertigen var inte imponerad. I maj 1584 presenterade han sig för Vilhelm som en fransk adelsman, och gav honom grevens av Mansfelt sigill. Detta insegel skulle möjliggöra förfalskningar av meddelanden från Mansfelt. Vilhelm skickade tillbaka Gérard till Frankrike för att lämna över sigillet till hans franska allierade.
Gérard återvände i juli och köpte pistoler på återresan. Den 10 juli bestämde han möte med Vilhelm av Oranien i dennes hem i Delft, som numera kallas Prinsenhof. När han lämnade matsalen och gick ner från trapporna sköt Gérard honom i bröstet från kort avstånd och flydde. Enligt den officiella berättelsen löd Vilhelms sista ord (på franska): ”Mon Dieu, mon Dieu, ayez pitié de moi et de ton pauvre peuple” (Min Gud, min Gud, ha barmhärtighet med mig och ditt stackars folk).
Medlemmar av familjen Nassau begravdes traditionellt i Breda, men eftersom den staden var i spanska händer när Vilhelm dog blev han begravd i den nya kyrkan (Nieuwe Kerk) i Delft. Hans gravmonument var ursprungligen mycket stramt, men det ersattes 1623 av ett nytt, som gjordes av Hendrik de Keyser och hans son Pieter. Sedan dess har alla medlemmar av huset Oranien, inklusive alla nederländska monarker blivit begravda i denna kyrka.
Gérard tillfångatogs innan han kunde fly Delft och fängslades. Han blev torterad före rättegången den 13 juli, där han dömdes till att bli dödad på ett sätt som även med den tidens mått mätt var brutalt. Domstolen bestämde att Gérards högra hand skulle brännas av med ett glödhett järn, att hans kött skulle slitas från hans ben med tänger på sex olika ställen, att han skulle styckas och få inälvorna utslitna medan han fortfarande levde, att hans hjärta skulle slitas från hans bröst och kastas i hans ansikte och slutligen att hans huvud skulle avlägsnas.

## Arv

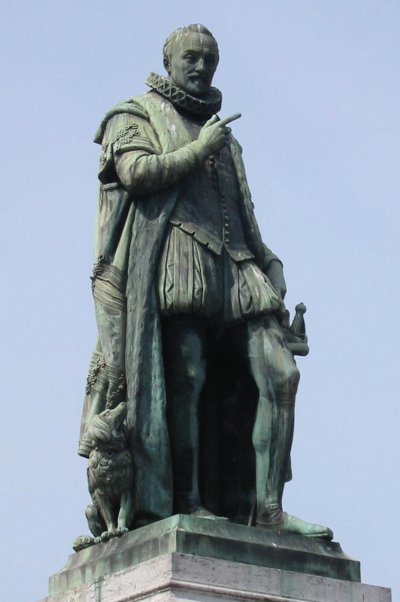
Staty av Vilhelm av Oranien i Haag. Hans finger pekade ursprungligen mot Binnenhof, men statyn har senare flyttats.

På förslag av Johan van Oldenbarnevelt efterträdde Vilhelms son Moritz sin far som ståthållare av Holland och Zeeland. Han var en framgångsrik militärledare som vann flera segrar över spanjorerna. Oldenbarnevelt lyckades sluta ett mycket gynnsamt tolvårigt vapenstillestånd 1609, trots att Moritz var missnöjd med detta. Efter vapenstilleståndet fortsatte Moritz halvbror, som också var Vilhelms yngste son, Fredrik Henrik, kampen mot spanjorerna. Nederländerna blev formellt självständigt efter Westfaliska freden (1648).
Fredrik Henriks son, Vilhelm II av Oranien, efterträdde sin far som ståthållare, liksom i sin tur dennes son, Vilhelm III av Oranien. Den senare blev också kung av England innan han dog barnlös 1702. Han utsåg sin släkting Johan Vilhelm Friso till sin efterträdare. Den förste kungen av Nederländerna, Vilhelm I var ättling till Johan Vilhelm Friso. Hans ättlingar har varit regenter av Nederländerna till i dag.
Som huvudsaklig finansiär och politisk och militär ledare för det nederländska upproret anses Vilhelm som nationalhjälte i Nederländerna, trots att han var född i Tyskland och oftast talade franska. Många av Nederländernas nationalsymboler kan spåras tillbaka till Vilhelm av Oranien:
- Nederländernas flagga (röd, vit och blå) härstammar från prins Vilhelms flagga, som var orange, vit och blå.
- Nederländernas statsvapen är baserat på Vilhelms vapen. Dess motto, ”Je maintiendrai” (franska för ”jag kommer att upprätthålla”), användes också av Vilhelm av Oranien, som fått det från sin onkel René av Châlon, vars valspråk var ”Je maintiendrai Châlon”.
- Nationalsången Wilhelmus van Nassouwe var ursprungligen en propagandasång för Vilhelm. Det skrevs troligen av Philips van Marnix, en anhängare till Vilhelm av Oranien.
- Nederländernas nationalfärg är orange, som används bland annat på nederländska idrottsmäns kläder.

Den 13 april 2005 gjorde Het Instituut voor Nederlandse Geschiedenis (ING), institutet för nederländsk historia, Vilhelms samlade (kända) korrespondens tillgängligt för allmänheten på Internet.
Asteroiden 12151 Oranje-Nassau är uppkallad efter honom.